# Norra Rörum
Norra Rörum is een plaats in de gemeente Höör in de zuidelijkste provincie van Zweden: Skåne. De plaats heeft een inwoneraantal van 203 (2005) en een oppervlakte van 34 hectare.
Höör · Löberöd (deels) · Sätofta · Tjörnarp · Ormanäs och Stanstorp · Ljungstorp och Jägersbo · Norra Rörum · Snogeröd · Ekeborg · Bokeslund · Gamla Bo ·